# Медицина у средњовековном исламском свету
У историји медицине, „исламска медицина“ такође позната као „арапска медицина“ јесте медицинска наука развијена на Блиском истоку. Стручна дела исламске медицине су обично написана на арапском језику, који је био lingua francaа исламске цивилизације.
Медицина је била централни део средњовековне исламске културе. Овај период је назван Златним добом ислама и трајао је од осмог до четрнаестог века. Економски и друштвени положај пацијента у великој мери је одредио врсту неге која се тражи и добија. Исламска медицина је усвојила, систематизовала и развила медицинска знања класичне антике, укључујући главне традиције Хипократа, Галена и Диоскорида. Током посткласичне ере, блискоисточна медицина је била најнапреднија на свету, интегришући концепте модерне грчке, римске, месопотамске и персијске медицине, као и древну индијску традицију ајурведе, истовремено чинећи  и уводећи бројне напретке и иновације. Исламска медицина, заједно са познавањем класичне медицине, касније је позитивно валоризовано и постала је део канона средњовековне медицине Западне Европе, након што су се европски лекари упознали са исламским медицинским ауторима током ренесансе 12. века.
Исламска медицина је у почетку била формирана на традицији, углавном теоријском и практичном знању развијеном у Арабији и познатом у Мухамедово време, древној хеленистичкој медицини као што је јунани медицини, староиндијској медицини као што је Ајурведа и древној иранској медицини Академија Гундишапура. Дела старогрчких и римских лекара, Хипократа, Галена и Диоскорида такође су имала трајан утицај на блискоисточну медицину.
Интелектуална радозналост и отвореност били су на самом врхунцу у овој ери. Током златног доба ислама, научници и академици су тражили, систематизовали и унапређивали класично учење са изразитом марљивошћу, тако да је арапска наука постала најнапреднија на свету. Офталмологија је била најуспешнија грана медицине која је истраживана у овом периоду, при чему су радови Ибн Хејсам остали су ауторитет у овој области све до раног модерног доба.
Списи средњовековних лекара из исламског света су и данас важни за историчаре медицине и лекаре.

## Историја, порекло и извори
Усвајање медицинског знања суседних или новоосвојених паганских цивилизација од стране новоформираног исламског друштва морало је бити у складу са веровањима ислама. У почетку, проучавање и пракса медицине схватани су као чин побожности, заснован на принципима имана (вере) и тавакула (поверење).
Мухамедова мишљења о здравственим питањима и навикама о вођењу здравог живота рано су сакупљена и уређена као посебан корпус списа под насловом Ṭibb an-Nabī („Пророкова медицина“). У 14. веку, Ибн Халдун, у свом делу Мукадима даје кратак преглед онога што је назвао „уметношћу и занатом медицине“, одвајајући медицинску науку од религије:

### Лекари у раном периоду ислама
Највероватније је да су арапски лекари научили о грчко-римској и касној хеленистичкој медицину кроз директан контакт са лекарима који су радили у новоосвојеним крајевима, а не читајући оригинална или преведена дела. Постепено премештање центра исламског света у Дамаск је можда олакшало овај контакт, пошто је сиријска медицина била део те древне традиције. Позната су имена двојице хришћанских лекара: Ибн Ахал је радио на двору Муавија I, оснивача династије Омејади. Халифа је злоупотребио своје знање да би се тровањем убио своје непријатеље 
Ови извори сведоче о томе да су лекари исламског друштва у настајању били упознати са класичним медицинским традицијама већ у време Омајада. Медицинско знање је вероватно стигло из Александрије и вероватно је да су су га пренели сиријски научници или преводиоци.

### Медицина током исламског периода
Исламска медицинска традиција настајала је током средњовековног периода (око 650–1500) и имала је велики утицај на животе људи као постављање темеља за будућу медицину, укључујући садашњу модерну западну медицину. Ова традиција је остварила трајан утицај јер је допринела европској медицини и наставила је да утиче на савремену медицинску праксу.

### 7–9 век: усвајање ранијих традиција
Врло мали број извора пружа информације о томе како је исламско друштво стекло било какво медицинско знање. Претпоставља се да је лекар по имену Абдалмалик бин Абгар ел-Кинани из Куфе у Ираку радио на медицинском факултету у Александрији пре него што је постао део двора калифа Умара II. ʿУмар је пренео медицинску школу из Александрије у Антиохију. Такође је познато да су чланови Гондишапурска академије путовали у Дамаск. Академија Гондишапура је остала активна све време Абасидског калифата.
Важан извор из друге половине 8. века је дело Џабира ибн Хајана „Књига о отровима“. Он у делу цитира раније радове у арапским преводима, који су му били доступни, укључујући Хипократа, Платона, Галена, Питагору и Аристотела, а помиње и персијска имена неких лекова и лековитих биљака.
Године 825, абасидски калиф Ел-Мамун је основао Кућу мудрости у Багдаду, по узору на сличне раније институције. У Кући мудрости су преведена сва доступна дела из античког света, укључујући Галена, Хипократа, Платона, Аристотела, Птоломеја и Архимеда.
Тренутно се схвата да је рана исламска медицина углавном добијана директно из грчких извора са Александријске академије, преведених на арапски језик; изгледа да је утицај персијске медицинске традиције био ограничен, иако су персијски лекари били упознати и са грчким изворима.
Важан извор из друге половине 8. века је Џабир ибн Хајан „Књига о отровима“. Он искључиво цитира ранија дела којима је имао приступ кроз преводе на арапски, укључујући Хипократа, Платона, Галена, Питагору и Аристотела, а помиње и персијска имена неких лекова и лековитих биљака.
Током 825, абасидски калиф Ел-Мамун је основао Кућу мудрости у Багдаду, по узору на сличне раније институције. У Кући мудрости су преведена сва доступна дела из античког света, укључујући Галена, Хипократа, Платона, Аристотела, Птоломеја и Архимеда.
Тренутно се схвата да је рана исламска медицина стицала знања директно из грчких извора са Александријске академије, преведених на арапски језик; изгледа да је утицај персијске медицинске традиције био ограничен, иако су персијски лекари били упознати и са грчким изворима.
Рани исламски лекари су били упознати са Хипократовим животом и били су свесни чињенице да је његова биографија делимично конструк, легенда. Лекар Павле Егински живео је у Александрији у време муслиманских освајања. Чини се да су његова дела коришћена као важна референца од стране раних исламских лекара, и често су цитирана од Разеса до Авицене. Павле Егински пружа директну везу између касне хеленистичке и ране исламске медицинске науке.
Гален је један од најпознатијих научника и лекара класичне антике. Данас су оригинални текстови неких његових дела, као и детаљи његове биографије, изгубљени, а нама су познати само зато што су преведени на арапски језик. Џабир ибн Хајан често цитира Галенове књиге, које су биле доступне у раним арапским преводима. Рани преводи његових дела су могли бити доступни и пре 8. века; највероватније су преведени са сиријског или персијског.

## Приступ медицини
Медицина у средњовековном исламском свету је често била директно повезана са хортикултуром. Воће и поврће су били доведени у везу са здрављем и благостањем, иако је навођено да воће или поврће има својства која не одговарају чињеницама које данас препознаје савремена медицина. Употреба хуморалне теорије је такође била важан део медицине у овом периоду, што је утицало на начин успостављања дијагнозе и самог третмана пацијената. Ова врста медицине је углавном била холистичка,  са фокусом на животну средину и начин исхране. Ова медицина је била веома индивидуалистичка јер би свака особа која је тражила медицинску помоћ добила различите савете у зависности не само од болести, већ и од начина живота. Основа теорије је значила да се свака особа мора лечити у зависности од тога да ли је њен хумор врућ, хладан, меланхолични или колеричан.
Употреба биљака у медицини била је прилично уобичајена у овој ери, а за већину биљака које се користе у медицини су навођене користи или опасности по пацијента.

## Лекари и научници
Ауторитет великих лекара и научника златног доба ислама је утицао на уметност и науку медицине током многих векова. О њиховим концептима и идејама о медицинској етици се и данас расправља, посебно у исламским деловима света. Њихове идеје о понашању лекара и односу лекар-пацијент разматрају се као потенцијални узори за данашње лекаре.

### Имам Али ибн Муса eл-Рида
Његова расправ Златни трактат бави се медицинским лечењем и одржавањем доброг здравља, а посвећена је калифи Мамуну. У његово време сматрана је важним књижевним делом у науци о медицини и најдрагоценијим медицинским трактатом са становишта муслиманске верске традиције. Почаствован је насловом златни трактат јер је Мамун наредио да се напише златним мастилом. Ел-Рида је био под утицајем концепта хуморалне медицине.

### Али ибн Сахл Рабан ел-Табари
Прву енциклопедију медицине на арапском језику написао је персијски научник Али ибн Сахл Рабан ел-Табари под насловом Firdous al-Hikmah (Рај мудрости). Написана је у седам делова, око 860. и била је посвећена калифу ел-Мутавакилу. На енциклопедију су утицали грчки лекари, Хипократ, Гален, Аристотел и Диоскурид. Ел-Табари је пионир у области развоја дечје психологије. Истицао је јаке везе између психологије и медицине, као и потребу за психотерапијом и саветовањем у терапијском третману пацијената. Његова енциклопедија је такође расправљала о утицају Сушруте и Чараке на медицину, укључујући психотерапију.

### Мухамед бин Саид ел-Тамими
Ел-Тамими, лекар (ум. 990) постао је познат по вештини састављања лекова, посебно териака, противотров. Његова дела, од којих многа више нису сачувана, цитирају каснији лекари. Ел-Тамими је проширио знања наслеђена из антике о својствима биљака и минерала, чиме се истицао у овој области.

### Хали Абас
Хали Абас (умро 994. године нове ере), такође познат као Хали Абас, био је познат по делу које је Китабу ел-Малики превео као Комплетна књига медицинске уметности,касније познатије као Краљевска књига. Сматра се једним од великих класичних дела исламске медицине. За разлику од многих дела ове епохе, њига није садржала помињање магије и астрологије у медицинској пракси. Ову књигу је превео Константин и коришћена је као уџбеник хирургије у школама широм Европе. Краљевска књига је задржала исти ниво славе као и Авиценин Канон током средњег века па све до модерног доба. Један од највећих доприноса који је Хали Абас дао медицинској науци био је опис капиларне циркулације који се налази у Краљевској књизи.

### Рази
Рази (р. 865) био је један од најсвестранијих научника исламског златног доба. Лекар, алхемичар и филозоф, рођен у Персији, најпознатији је по својим медицинским радовима, али је написао и ботаничка и зоолошка дела, као и књиге о физици и математици. Његов рад су веома поштовали лекари и научници из 10./11. века Бируни и ал-Надим, који су бележили биографске податке о ал-Разију, и састављали спискове и давали коментаре његових списа. Многе његове књиге су преведене на латински, а он је остао један од неприкосновених ауторитета у европској медицини све до 17. века.
У медицинској теорији, Рази се углавном ослањао на Галенов рад, али је посебну пажњу посветио појединачном случају, наглашавајући да се сваки пацијент мора третирати индивидуално, а његов нагласак на хигијени и исхрани одражава идеје и концепте емпиријске хипократске школе. Рхазес је разматрао утицај климе и годишњег доба на здравље и благостање, водио рачуна да у собама пацијената увек буде чист ваздух и одговарајућа температура и препознао је вредност превенције као и потребу за пажљивим дијагноза и прогноза.
Kitab-al Hawi fi al-tibb (Свеобухватна књига медицине, Continens Liber, Врли живот) је било једно од највећих ал-Разијевих дела, збирка медицинских белешки које је правио током свог живота. у виду извода из његовог читања и запажања из сопственог медицинског искуства. У свом објављеном облику, састоји се од 23 тома. Ал-Рази цитира грчке, сиријске, индијске и раније арапске радове, а укључује и медицинске случајеве из сопственог искуства. Сваки том се бави одређеним деловима тека или болестима које погађају одређени део тела.
Ал-Хави је био високоцењени медицински уџбеник на већини европских универзитета. До седамнаестог столећа је дело сматрано за најсвеобухватније дело које је икада написао научник медицине. Први пут га је на латински  превео 1279. године Фарај бен Салим, лекар сицилијанско-јеврејског порекла којег је запослио Карло I Анжујски.

### Авицена
Ибн Сина, познатији на западу као Авицена, био је персијски полихистор и лекар из десетог и једанаестог века. Био је познат по својим научним радовима, али посебно по делима о медицине. Описан је као „отац ране модерне медицине”. Ибн Сина је заслужан за многа различита медицинска запажања и открића као што је препознавање могућности преноса болести ваздушним путем, пружање увида у многа психијатријска стања, давање препоруке за употребу клешта у комликованим порођајима, разликовање централне од периферне парализе лица и описивање гвинејског црва инфекција и неуралгија тригеминуса. Написао је две књиге, од чега је најпознатија Канон медицине. Написао је и Књигу о лечењу. Његови други радови обухватају теме попут анђелологије, лекове за срце и лечење болести бубрега.
Авиценина медицина је постала репрезентативна за исламску медицину углавном због његовог чувеног дела al-Canon fi al Tibb ( Канон медицине). Књига је првобитно коришћена као уџбеник за предаваче и студенте медицинских наука на медицинском факултету Авицена. Књига је подељена у пет томова: први том је зборник медицинских принципа, други је референца за појединачне лекове, трећи садржи болести које погађају специфичне органе, четврти говори о системским болестима и садржи део о превентивиним здравственим мерама, а пети садржи описе сложених лекова. Канон је био веома утицајан на медицинске школе и на касније медицинске писце.

### Ибн Бутлан
Ибн Бутлан био је арапски лекар који је радио у Багдаду током исламског златног доба. Познат је као аутор књиге Taqwim al-Sihhah (Одржавање здравља; تقويم الصحة), на Западу, најпознатијег под преводом Tacuinum Sanitati (понекад Taccuinum Sanitatis).
Дело је третирало питања хигијене, дијететике и вежбања. Наглашава се предности редовне пажње на лично физичко и ментално благостање. Сматра се да је континуирана популарност и објављивање књиге у шеснаестом веку пример утицаја који је арапска култура имала на рану модерну Европу.
Његови други радови су књиге:
- Taqwim al-Sihha (تقويم الصحة)
- Da'avat al-ateba'
- Al-maqalat al-Mokhtarat fi tadbir al-amrad al-a'rezat al-aksar bel taghziat Ma'loofat
- Resalat fi shari al-raghigh va taghlib al-bai'd
- Maqalat fi an al-foroj ahar men al-farkh
- Al-maqalat al-mesriat fi monaghezat Ali Ibn Ridwan
- Maqal fi al-qorban al-moqadas (مقال في القربان المقدس)[52]

## Доприноси медицини

### Људска анатомија и физиологија
Тврди се да је значајан напредак у познавању људске анатомије и физиологије направио Ибн ал-Нафис, али је мало вероватно да је до открића дошао кроз сецирање лешева јер „ал-Нафис нам каже да је избегавао праксу сецирања због шеријата и сопственог „саосећања“ према људском телу“.
Сматрало се да је кретање крви кроз људско тело познато захваљујући раду грчких лекара. Међутим, постављало се питање како је крв текла из десне коморе срца у леву комору, пре него што се крв пумпа у остатак тела. Према Галену у 2. веку, крв је доспела у леву комору кроз невидљиве пролазе у септуму. Ибн ел-Нафис, сиријски лекар из 13. века, сматра да је претходна изјава о протоку крви из десне коморе у леву лажна. Ибн ел-Нафис је открио да је вентрикуларни септум непробојан, да му недостаје било каква врста невидљивих пролаза, показујући да су Галенове претпоставке лажне. Ибн ел-Нафис је открио да се крв у десној комори срца уместо тога преноси на леву преко плућа. Ово откриће је било један од првих описа плућне циркулације крви, иако су његови списи о овој теми поново откривени тек у 20. веку, а касније независно откриће енглеског лекара Вилијама Харвија је усмреило пажњу шире јавности на ова дела.
Према старим Грцима, визија се сматрала визуелним духом који извире из очију који је омогућавао опажање предмета. Ирачки научник из 11. века Ибн Хејсам развио је радикално нови концепт схватања људског вида. Он је сматрао да је око оптички инструмент. Опис анатомије ока навео га је да постави основу за своју теорију формирања слике, која се објашњава преламањем светлосних зрака који пролазе између два медија различите густине. Ибн ел-Хаитхам је развио ову нову теорију о виду на основу експерименталних истраживања. У 12. веку, његова Књига о оптици је преведена на латински и била је проучавана како у исламском свету тако и у Европи све до 17. века.
Ахмад ибн Аби ел-Ашат, познати лекар из Мосула, у Ираку, описао је физиологију стомака код живог лава у својој књизи al-Quadi wa al-muqtadi. Наредни стручни текст на исту тему настао је 900 година касније.
Ел-Багдадијево откриће није изазвало велику пажњу његових савременика, јер су подаци прилично скривени у детаљном приказу географије, ботанике, споменика Египта, као и о глади и њеним последицама. Никада није објавио своја анатомска запажања у посебној књизи, као што му је била намера.

### Модерна исламска медицина
Тренутни медицински образовни систем има тенденцију да игнорише и занемарује одређене периоде медицине, укључујући историјат исламске медицине. Обнова старих традиција исламске медицине могло би бити веома корисно у свакодневној пракси.

### Лекови
Доприноси средњовековног ислама укључивали су употребу биљака као врсте лека или лека. Средњовековни исламски лекари користили су природне супстанце као извор лековитих лекова — укључујући Papaver somniferum Linnaeus, мак, и Cannabis sativa Linnaeus, конопљу. У предисламској Арабији нису били познати ни мак ни конопља. Конопља је унета у исламске земље у деветом веку из Индије преко Персије и грчке културе и медицинске литературе. Грк, Диоскорид, који је према Арапима највећи ботаничар антике, препоручивао је семе конопље за „гашење гениталија“ и њен сок за болове у ушима. Али ел-Рухави је веровао да лекар мора да буде ботаничар и разумети фармаколошке карактеристике различитих морфолошких делова. Почевши од 800. године и дуже од два века, употреба мака била је ограничена на терапеутско подручје. Међутим, дозе су често премашивале медицинске потребе и коришћене су више пута упркос ономе што је првобитно препоручено. Мак је прописала Масаваи за ублажавање болова услед камена у жучној кеси, за грозницу, лоше варење, болове у очима, глави и зубима, плеуритис и изазивање сна. Иако је мак имао лековита својства, Али ел-Табари је објаснио да је екстракт лишћа мака смртоносан и да екстракте и опијум треба сматрати отровним.

### Хирургија
Развој и раст болница у древном исламском друштву проширио је медицинску праксу на оно што је тренутно познато као хирургија. Хируршке процедуре су биле познате лекарима током средњег века због ранијих текстова који су укључивали описе поступака. Преводи предисламских медицинских издања била је основна литература за генерације лекара и хирурга. Хирургију су ретко практиковали лекари као и друга медицински радници, због веома ниске стопе успеха, иако су ранији записи давали повољне исходе за одређене операције. У древном исламу било је много различитих врста хируршких захвата, посебно у области офталмологије.
Пуштање крви и каутеризација су биле технике које су лекари широко користили у древном исламском друштву, као терапија за лечење пацијената. Ове две технике су се обично практиковале због широког спектра болести које су лечили. Пуштање крви, хируршко уклањање крви, коришћено је да се пацијент излечи од лошег хумора који се сматрао штетним по здравље.

### Тестирање лекова
Да би се проценила безбедност лекова биљног порекла, постоје одређена клиничка испитивања и експерименти који се врше како би се осигурала безбедност лекова на људима. Одређене методе као што су ин виво и ин витро методе су неки од првих корака у процени лека. Ови процеси користе животиње и они су развијени на начин који ће опонашати људске услове да би се видело какви су ефекти биљних лекова.

### Третман
Хирурзи су помагали  пацијентима са очним компликацијама као што су трахом и катаракта.
У средњовековној исламској литератури сматрало се да су методе за лечење катаракте у средњовековном исламу била је позната кроз преводе ранијих публикација о овој техници.

### Анестезија и антисептици
И у модерном друштву и у средњовековном исламском друштву, анестезија и антисепса су важни аспекти хирургије. Пре развоја анестезије и антисепсе, хирургија је била ограничена на фрактуре, дислокације, трауматске повреде које су резултирале ампутацијом и поремећаје мокрења или друге уобичајене инфекције. Древни исламски лекари су покушавали да спрече инфекцију када су обављали лечеење болесног пацијента, на пример прањем пацијента пре процедуре; простор се често чистио „вином, вином помешаним са уљем руже, само уљем руже, сланом водом или сирћетном водом“, који имају антисептичка својства. За превенцију инфекција коришћене су разне биљке и смоле, укључујући тамјан, смирну, касију и друге биљке, иако је немогуће тачно знати колико су ови третмани били ефикасни у превенцији сепсе. 
Употреба опијума за ублажавање болова била је позната од давнина; исламски лекари су такође користили друге лекове за лечење болова. Познато је да неки од ових лекова, посебно опијум, изазивају поспаност, а неки савремени научници су тврдили да су ови лекови коришћени у циљу да особа изгуби свест пре операције, баш као што то чине савремени анестетици. Међутим, нема јасне референце о таквој употреби пре 16. века.
Исламски учењаци су увели живу(II) хлорид за дезинфекцију рана.

### Етика
Лекари попут Разија, Авицене и Ибн ел-Нафисом писали су о важности морала у медицини и можда су заједно креирали први концепт етике или практичне филозофије у исламској медицини. Рази је сматрао да је важно не само да лекар буде стручњак у својој области, већ и да буде узор.

## Болнице
Многе болнице су развијене током раног исламског доба.

Омајадском калифу Ел Валид I се често приписује изградња првог бимаристана (термин за болницу у исламском свету), у Дамаску 707. године нове ере. Бимаристан је имао особље плаћених лекара и добро опремљену амбуланту. Лечили су слепе, губавце и друге инвалиде, а такође је одвајала болеснике од губе од осталих болесника. Неки сматрају да овај бимаристан није ништа друго до леперсорија јер је одвајао само пацијенте са лепром. Прва права исламска болница изграђена је за време владавине калифа Харуна ал-Рашида (786–809). Калиф је позвао сина главног лекара, Џабрила ибн Бухтишуа на чело новог багдадског бимаристана. Болница се прославила и довела је до развоја и отварања других болница у Багдаду.
У бимаристанима је пружана помоћ свим људима без обзира на њихову расу, веру, држављанство или пол. У вакуфским документима се наводи да нико никада није смео бити одбијен. Крајњи циљ свих лекара и болничког особља био је да раде заједно како би помогли пацијенатимаа. Није било временског ограничења које пацијент може да проведе; У документима вакуфа се наводи да је болница дужна да задржи све пацијенте док се потпуно не опораве. Мушкарци и жене примани су у одвојено, али болничка крила за мушкарце и жене су били подједнако опремљени. Посебна одељења су даље издељена на оне за менталне болести, заразне болести, незаразне болести, хирургију и очне болести. О пацијентима су се бринуле медицинске сестре и особље истог пола. Свака болница је имала салу за предавања, кухињу, апотеку, библиотеку, џамију и повремено капелу за хришћанске пацијенте. Музичари су били често ангажовани да утеше и развеселе пацијенте.
Болница није била искључиво место за лечење пацијената: служила је и као медицинска школа за образовање и обуку ученика. Исламске болнице су прве водиле писану евиденцију стања пацијената и процеса њиховог лечења. Студенти су били одговорни за вођење ових записа о пацијентима, које су касније уређивали лекари и референцирали се на записнике у будућим третманима.
Током ове ере, лиценцирање лекара постало је обавезно у Абасидском калифату. 931. године нове ере, калиф Ел-Муктадир је сазнао за смрт једног од својих поданика због лекарске грешке. Одмах је наредио свом мухтасибу Синану ибн Тхабиту да спречи докторе да раде док не положе преглед. Од овог тренутка, били су обавезни испити за лиценцирање и само квалификованим лекарима је било дозвољено да раде медицину.

## Медицинско образовање
Као и у другим областима  овом историјском периоду, многи амбициозни лекари су учили од породице и шегртовања све док нису почели да се користе меџлиси, болничка обука и на крају медресе. Постоји неколико примера самообразовања као што је Ибн Сина, али студенте би углавном подучавао лекар који познаје теорију и праксу. Ученици би обично пронашли наставника који је био у сродству или неповезан, што је углавном долазило по цену накнаде. Они које су учили њихови рођаци понекад су водили до познатих генеалогија лекара. Породица Букхтишу позната је по томе што је скоро три века радила за багдадске калифе.
Пре почетка другог миленијума нове ере, болнице су постале популарни центри за медицинско образовање, где су студенти били обучавани директно под контролом лекара. Изван болнице, лекари би предавали студентима у џамијама, палатама или у јавности. Постао је први који је успоставио оно што би се описало као медицинска школа по томе што се њено учење фокусирало искључиво на медицину, за разлику од других школа које су углавном подучавале фикх. Студенти су обично сами учили, слушали наставнике у меџлису, радили под њиховим надзором у болницама и коначно су учили у медресама. Све ово је довело до стандардизације и процеса провере медицинског образовања.
Током 639. године нове ере, муслимани су освојили и преузели контролу над персијским градом Гондишапур. Иако је град заузет, већина болница и универзитета који су постојали остављени су нетакнути са циљем да би се касније користили.

## Фармација
До формирања фармације као независне, јасно дефинисане професије дошло је почетком деветог века од стране муслиманских учењака. Исламска фармаколошка традиција била је резултат месопотамских интелектуалних центара који су подржавали размену идеја. Персијанци су сачували грчке идеје које су ушле у исламску фармакологију.
Лекови, храна, пића, козметика и парфеми су коришћени због различитих лековитих својстава. Лекови су се састојали од супстанци биљног порекла које потичу из различитих региона Азије. Фармаколошки агенси су коришћени као третмани спрам ефикасности у одржавању равнотеже људског тела. Грчки лекар Хипократ је заслужан за категоризацију болести као неравнотежу апстрактних квалитета хладног, топлог, сувог и влажног. Дијета је прописана као третман за неравнотежу да би се успоставила равнотежа.
Бируни наводи да је „фармација постала независна од медицине пошто су језик и синтакса одвојени од композиције, знање прозодије од поезије, а логика од филозофије, јер је [фармацијаа] помоћ [медицини] пре него слуга“. Сабур Ибн Сахл је био лекар (ум. 869) који је написао први текст о фармацији у својој књизи Акрабадин ал-Кабир.  Исламска фармација је постигла имплементацију систематске методе идентификације супстанци на основу њихових лековитих својстава. Поред тога, Сабур је написао и три друге књиге Побијање Хунејнове књиге о разлици између исхране и лаксатива; Трактат о сну и будности; и Замена једног лека другим . Иако његове радове нису спроводили државни органи, били су широко прихваћени у медицинским круговима. Грана фармакологије настала је као резултат континуитета и експанзије већ постојећих цивилизација.

## Жене и медицина
Током средњовековног периода, Хипократови трактати су постали широко распрострањени од стране средњовековних лекара, због практичности и доступности лекарима  Муслимански клиничари су се обично позивали на Хипократове расправе о гинекологији и акушерству када су расправљали о женским болестима. Хипократови аутори су повезивали опште и репродуктивно здравље жена и органе и функције за које се веровало да немају парњака у мушком телу.

### Веровања
Лекари који су били следбеници Хипократовом учења сматрали су да је материца крива за многе здравствене проблеме код жена, као што је шизофренија. Они су описали материцу као независно бићее унутар женског тела.  Претпостављало се да померање материце изазива многа здравствена стања, а посебно менструални циклус се такође сматра кључним за одржавање општег здравља жене.
Многа веровања у вези са женским телима и њиховим здрављем у исламском контексту могу се наћи у религиозној литератури познатој као „пророков лек”. Ови текстови сугерисали су да се мушкарци држе подаље од жена током менструалног циклуса, „јер је то покварена крв“, и заправо би могла да нашкоди онима који дођу у контакт са њом. Дато је много савета у вези са правилном исхраном како би се подстакло здравље жена, а посебно плодност. На пример: дуња чини женско срце нежним и бољим; тамјан ће довести до тога да жена роди мушко дете, конзумирање лубеница у трудноћи повећаће шансе да дете буде доброг карактера и изгледа; урме треба јести и пре порођаја да би се подстакло рађање синова и после да би се жена опоравила; першун и плод палме стимулишу полни однос; шпароге олакшавају порођајне болове; а једење вимена животиње повећава лактацију код жена. Поред тога што се сматрало религиозно значајном активношћу, сексуална активност се сматрала здравом у умереним количинама и за мушкарце и за жене. Међутим, бол и здравствени ризик повезан са порођајем били су толико поштовани да су се жене које су умрле током порођаја могле бити сматране мученицама. Употреба молитви и призивање Бога такође су били део религиозног веровања у вези са здрављем жена.

### Сексуални однос и зачеће
Недостатак менструалног циклуса код жена објашњаван је тиме да се менструална крв заглавила у жени. Метод за ослобађање крви био је да жена тражи брак или сексуални однос са мушкарцем. И код здравих и код болесних жена, опште се веровало да су полни однос и рађање деце нешто што спречава да се жене разболе. Сматрало се да  недостатак сексуалног односа доводи до гушење материце за које се веровало да је дошло до померања материце унутар тела жене, а за узрок овог стања је сматрана жеља материце за спермом.
Међу арапским медицинским научницима постојао је консензус да је вишак топлоте, хладноће, сувоће или влаге у материци жене довео до смрти фетуса. Лекари који су свој рад базирали на Хипократовом учењу сматрали су да више хладноће или врућине трудне жене утиче на то да ли ће жена имати мушко или женско дете. Рази је био критичан према овој тачки гледишта, наводећи да је могуће да жена буде хладна када затрудни женским фетусом, а затим да та жена побољша своје стање и поново постане топла, што доводи до тога да жена има топлину али и даље има женски фетус. Рази закључује да мушкост и женственост не зависе од топлине као што су многи његови колеге научници прогласили, већ уместо тога зависе од доступности једне врсте семена.

### Неплодност
Неплодност је третирана као болест, која се може излечити ако се предузму одговарајући кораци.
Лечење неплодности од стране арапских медицинских стручњака често зависи од врсте теорије зачећа коју следе. Теорија два семена каже да женско сексуално задовољство треба да буде максимизирано како би се обезбедило лучење више семена и тиме максимизирале шансе за зачеће. Ибн Сина препоручује мушкарцима да покушају да повећају своје пенисе или да сузе женину вагину како би повећали женино сексуално задовољство и тиме повећају шансе за стварање потомства. Друга теорија зачећа наводи каже да је сперма једина гамета и да је улога женског тела искључиво за исхрану ембриона. Третмани које користе следбеници ове методе често укључују лечење неплодних жена супстанцама које су сличне ђубриву. Један пример таквог третмана је убацивање сока од смокве у материцу. Рецепт за сок од смокава укључује супстанце које су коришћене као пољопривредно ђубриво.

### Побачај
Ел-Табари, инспирисан Хипократом, верује да побачај може бити узрокован физичким или психичким искуствима због којих се жена понаша на начин који изазива ударце ембриона, што понекад доводи до његове смрти у зависности од тога у којој је фази трудноће. Он је веровао да се у почетним фазама трудноће фетус може врло лако избацити те да је сличан „незрелом воћу”. Неки од физичких и психичких фактора који могу довести жену до побачаја су оштећење дојке, велики шок, исцрпљеност и дијареја.

### Контрацепција
Док је веровање да су трудноћа и порођај били веома важан део исламске културе, многи научници у медицини такође препознају важност планирања породице, односно коришћење контрацепције и абортуса. Употреба контрацције и примена абортуса су, за разлику од апстиненције, били пожељнији, због веровања у постојање великих лековитих својстава која доноси сексуални однос. Теме контрацепције и абортуса била је веома контроверзна широм западног света; међутим, у исламској култури, због веза између женског репродуктивног здравља и општег благостања, средњовековни муслимански лекари посвећивали су време истраживању, бележењу и тестирању различитих теорија у овој области.
Пре развоја и истраживања безбедне контрацепције у циљу спречавања трудноће, концепт 'индукованих побачаја' постао је популаран. Ово је био чин намерног изазивања побачаја у врло раним фазама трудноће, иако су медицински часописи изнели различите методе, ово се обично постизало конзумирањем супстанци биљног порекла. Медицински часописи и друга литература из тог времена показују обимну и детаљну листу разних лекова и супстанци биљног порекла за које се претпоставља да могу изазвати побачај. Многе од ових супстанци су касније лабораторијски тестиране и утврђено је да су исправно идентификоване у својој способности да изазову побачај. Иако су неки од ових раних текстова препоручивали жени да абортира у раним фазама, било је јасно да је то опасна и потенцијално фатална процедура за мајку, што је довело до већег ослањања на безбедније алтернативне технике и супстанце.  Многи религиозни научници и средњовековни лекари тог времена сложили су се око важности алтернатива за контрацепцију због законских права жена.
Велика доступност приступачност ових медицинских текстова и дубина истраживања коју показују подаци указујуу да су употребу контрацепције и вршење абортуса, хируршким путем или не, често тражиле жене овог времена. Исламска култура не само да је инкорпорирала, већ је имала позитиван став о важности репродуктивног здравља жена. Током периода у којем су мушкарци доминирали медицином, скоро непосредно укључивање репродуктивног здравља жена у медицинске текстове, заједно са низом различитих техника и контрацептивних супстанци, много пре развоја комбиноване оралне контрацептивне пилуле, учврстило је културно уверење да мушкарци и жене треба посматрати као једнаке у домену сексуалног здравља.

### Родне улоге
У овом периоду било је забележених примера мушкараца старатеља који су пристајали на лечење жена од стране мушких лекара, као и примери жена које самостално траже негу мушког лекара или хирурга. Жене би такође тражиле негу других жена, а улога жена у лечењу се бележи у бројним радовима упркос доминацији мушкараца у области медицине. Две лекарке из Ибн Зухрове породице служиле су владару Алмохадског калифата у 12. веку. Касније у 15. веку, жене хирурзи су први пут илустроване у делу Cerrahiyyetu'l-Haniyy (Царска хирургија). Лечење које су мушкарци пружали женама је некима било оправдано пророчком медицином, иначе познатом као „пророкова медицина“ (по пророку Мухамеду), која је давала аргумент да мушкарци могу да лече жене, а жене мушкарце, чак и ако то значи да ће пацијент бити у ситуацији да покаже своје гениталије особи сурптоног рода, у контекст неопходности прегледа и лечења.
Лекарке, бабице и медицинске сестре помињу се у литератури овог периода.

## Рад хришћана
Болница и центар за медицинску обуку постојали су у Гондешапуру. Град Гундешапур је 271. године основао сасанидски краљ Шапур I. Био је то један од већих градова у провинцији Хузестан Персијског царства, у данашњем Ирану. Велики проценат становништва су били Сиријци, већински хришћани. Под владавином Хозроја I, грчким несторијанским хришћанским филозофима је дато уточиште у граду, укључујући научнике Персијске школе у Едеси (Урфа) (која се назива и Атинска академија), хришћанског теолошког и медицинског универзитета. Ови научници су стигли у Гундешапур 529. године након што је цар Јустинијан затворио академију. Бавили су се медицинским наукама и покренули прве пројекте превођења медицинских текстова. Долазак ових лекара из Едесе означава почетак рада болнице и медицинског центра у Гундешапуру. Покренута је медицинска школа и болница (бимаристан), фармаколошка лабораторија, преводилачка радионица, библиотека и опсерваторија. Индијски лекари су такође допринели школи у Гундешапуру, пре свега медицински истраживач Манках. Касније, након исламске инвазије, списи Манкаха и индијског доктора Сустуре преведени су на арапски у Багдаду.
Византијско царство је осликавало модернизовано друштво у којем се бавило медицином и фармацијом. Галенове текстове су преводили лекари хришћани активни у Исламском свету. Алтернативни став муслимана о питању грчког световног знања промовисао је сарадњу између несторијанских хришћана и исламског царства. Абасидски калиф ел-Мамун био је заслужан за промовисање превода грчких текстова, што је убрзало развијање медицине у исламским царствима. Сарадњу несторијанских хришћана омогућио је недостатак сукоба у вези са предметом медицине. Хришћани и муслимани су могли да сарађују без појаве верских сукоба.
Грчки и сиријски текстови су преведени на арапски када је хеленски научно-истражачки рада наставцљен у исламском царствоу Један од најпризнатијих преводилаца исламских империја био је несторијански хришћанин, Хунаин б. Исхак, који је био добро упућен у сиријски, грчки, арапски језик као и медицину уопште. Његови преводи били су углавном дела грчког лекара Галена. Он је заслужан за успостављање успешног систематског метода превођења научних текстова.

## Наслеђе
Отвореност средњовековног ислама за нове идеје омогућила је исламској традицији да направи велики напредак у медицини током овог периода, надоградујући раније медицинске идеја и технике, проширујући развој здравствених наука и одговарајућих институција, и унапређујући медицинско знање у областима као што су хирургија и разумевање људско тело, иако многи западни научници нису у потпуности признали његов утицај (независан од римског и грчког утицаја) на развој медицине.
Успостављањем и развојем болница, древни исламски лекари су били у стању да реализују више интринзичних операција пацијенатима, као на пример у области офталмологије. Ово је омогућило да се медицинска пракса прошири и развије.
Доприноси два главна муслиманска филозофа и лекара, Разија и Ибн Сине, остварили су трајан утицај на муслиманску медицину. Кроз састављане компилације у којима је било садржано укупно знање из области медицине, оба полихистора су остварила велики утицај на образовање и познавање медицине у исламским култуарма. 
Поред тога, постојали су неки значајни доприноси жена током овог периода времена. Жене су биле лекари, хирурзи, медицинске сестре и бабице.